# Tolumnia ann-hadderae
Tolumnia ann-hadderae är en orkidéart som beskrevs av I.G.Cohen. Tolumnia ann-hadderae ingår i släktet Tolumnia och familjen orkidéer. Inga underarter finns listade i Catalogue of Life.